# Even Flow
«Even Flow» — пісня американського рок-гурту Pearl Jam, другий сингл з дебютного альбому Ten (1991).

## Історія виникнення
«Even Flow» стала одною з пісень, над якими Стоун Ґоссард та Джеф Амент працювали разом ще до створення Pearl Jam. Вони написали музику до пісні, а її текст належав вокалістові Едді Веддеру. Лише в середині 2010-х років Веддер розповів історію створення тексту. Він зізнався, що під час репетицій познайомився з безпритульним ветераном війни у В'єтнамі, який мешкав під віадуком в Сіетлі. Коли гурт повернувся з концертів, Веддер дізнався, що його знакомий вмер, та присвятив йому нову пісню.
В пісні співається про бездомну людину, яка вимушена спати на вулиці, на «бетонній подушці». Вона намагається відігнати думки про своє неспокійне життя, але розуміє, що втрачає розсудок. В противагу сумному тексту, музика пісні є досить легкою та піднесеною.
«Even Flow» було записано під час студійних сесій для дебютного альбому Pearl Jam Ten в сіетльскій студії London Bridge. На відміну від більшості композицій, які було записано без жодних проблем, «Even Flow» довелось виконати близько 50-70 разів. Майк Маккріді назвав це «жахом» і запевнив, що музиканти вже почали ненавидіти один одного. Проте фінальний результат вийшов чудовим. Коли барабанщик Метт Кемерон, який тоді грав у Soundgarden, почув проміжний результат, то був вражений її епічністю та схожістю на творчість Led Zeppelin.

## Вихід пісні
Пісню було вперше опубліковано на студійному альбомі Ten, що вийшов в серпні 1991 року. В 1992 році «Even Flow» вийшла окремим синглом, разом з «Oceans» та неопублікованою піснею «Dirty Frank». Також з новим барабанщиком Дейвом Абруццезе пісню було перезаписано в студії, і нову версію використали для відеокліпу.
«Even Flow» досягла третього місця в американському хіт-параді Mainstream Rock. Окрім цього, вона вийшла синглом в багатьох інших країнах, потрапивши в чарти Австралії, Канади, Великої Британії та Нової Зеландії. Зрештою сингл «Even Flow» отримав «срібну» сертифікацію в Великій Британії з понад 200 тисячами проданих примірників.
На пісню було знято два відеокліпи. Автором першого став Рокі Шенк, який зняв музикантів в оточенні диких звірів. Проте попри важкі умови фільмування і травму Абруццезе, результат не сподобався гуртові. Зрештою його замінили на запис концерту, знятий знайомим Стоуна Ґоссарда режисером Джошем Тафтом в сіетльському Театрі Мура.

## Історичне значення
«Even Flow» вважається одним з найбільших хітів Pearl Jam. Станом на 2022 рік вона є найбільш виконуваною піснею на концертах Pearl Jam, її було зіграно понад 850 разів.
Пісня потрапила на сьоме місце в опитуванні читачів журналу Rolling Stone. Її назвали «однією з тих пісень, якій підспівують всі, хоча і майже не знають слів». Оглядач навіть зауважив, що фанати «втомились» від пісні та просили не виконувати її на концертах. В журналі Kerrang! «Even Flow» також додали до десятки найкращих композицій Pearl Jam. Окрім певного контрасту між музикою та текстом, в журналі звернули увагу на музичне відео, до якого потрапив класичний стрибок Едді Веддера з балкона.
У 2008 році пісня потрапила на 77 місце в списку «100 найкращих гітарних пісень всіх часів» журналу Rolling Stone, а також на 30 місце в списку «100 кращих хард-рокових пісень» телеканалу VH1.

## Довідкові дані

### Список композицій
Компакт-диск (США, Австралія, Австрія, Бразилія, Німеччина) та касета (Австралія)
1. «Even Flow» – 4:53
2. «Dirty Frank» – 5:32
3. «Oceans» (ремікс) – 2:46

Компакт-диск (Велика Британія) та 12" вініл (Велика Британія)
1. «Even Flow»(нова версія) — 5:04
2. «Dirty Frank» – 5:32
3. «Oceans» – 2:42

7" вініл (Велика Британія) та касета (Велика Британія)
1. «Even Flow» (нова версія) — 5:04
2. «Oceans» (ремікс) — 2:46

7" вініл (Нідерланди) та касета (Нова Зеландія)
1. «Even Flow» – 4:53
2. «Dirty Frank» – 5:32

### Місця в хіт-парадах
| Хіт-парад (1992)                         | Найвища позиція |
| ---------------------------------------- | --------------- |
| Австралія (ARIA)                         | 22              |
| Canada Top Singles (RPM)                 | 74              |
| European Hot 100 Singles (Music & Media) | 99              |
| Нова Зеландія (RIANZ)                    | 20              |
| UK Singles (The Official Charts Company) | 27              |
| США (Alternative Songs) (Billboard)      | 21              |
| США (Mainstream Rock) (Billboard)        | 3               |

| Хіт-парад (1997)                               | Найвища позиція |
| ---------------------------------------------- | --------------- |
| США Bubbling Under Hot 100 Singles (Billboard) | 8               |

| Хіт-парад (2009)               | Найвища позиція |
| ------------------------------ | --------------- |
| US Billboard Hot Digital Songs | 62              |

## Сертифікації
| Регіон                                                      | Сертифікація | Продажі |
| ----------------------------------------------------------- | ------------ | ------- |
| Велика Британія (BPI)                                       | Срібний      | 200 000 |
| продажі+прослуховування, що базуються лише на сертифікаціях |              |         |